# Pavel Zacha
Pavel Zacha, född 6 april 1997 i Brno, är en tjeckisk professionell ishockeyforward som spelar för Boston Bruins i NHL.
Han har tidigare spelat för New Jersey Devils i NHL; HC Bílí Tygři Liberec i Extraliga; Albany Devils och Binghamton Devils i AHL samt Sarnia Sting i OHL.
Zacha blev draftad av New Jersey Devils i första rundan i 2015 års draft som sjätte spelare totalt.

## Statistik
| 2012–2013  | HC Benátky nad Jizerou | 1.chl      | —   | —  | —   | —   | —   | 1  | 0 | 0 | 0  | 0  |
| 2013–2014  | HC Bílí Tygři Liberec  | Extraliga  | 38  | 4  | 4   | 8   | 10  | 3  | 0 | 0 | 0  | 0  |
|            | HC Benátky nad Jizerou | 1.chl      | 12  | 4  | 5   | 9   | 6   | —  | — | — | —  | —  |
| 2014–2015  | Sarnia Sting           | OHL        | 37  | 16 | 18  | 34  | 56  | 5  | 2 | 1 | 3  | 10 |
| 2015–2016  | New Jersey Devils      | NHL        | 1   | 0  | 2   | 2   | 0   | —  | — | — | —  | —  |
|            | Sarnia Sting           | OHL        | 51  | 28 | 36  | 64  | 97  | 7  | 6 | 7 | 13 | 16 |
|            | Albany Devils          | AHL        | 3   | 1  | 2   | 3   | 2   | 5  | 1 | 2 | 3  | 2  |
| 2016–2017  | New Jersey Devils      | NHL        | 70  | 8  | 16  | 24  | 19  | —  | — | — | —  | —  |
| 2017–2018  | New Jersey Devils      | NHL        | 69  | 8  | 17  | 25  | 30  | 5  | 0 | 0 | 0  | 6  |
| 2018–2019  | New Jersey Devils      | NHL        | 61  | 13 | 12  | 25  | 15  | —  | — | — | —  | —  |
|            | Binghamton Devils      | AHL        | 4   | 0  | 5   | 5   | 2   | —  | — | — | —  | —  |
| 2019–2020  | New Jersey Devils      | NHL        | 65  | 8  | 24  | 32  | 14  | —  | — | — | —  | —  |
| 2020–2021  | New Jersey Devils      | NHL        | 50  | 17 | 18  | 35  | 10  | —  | — | — | —  | —  |
| 2021–2022  | New Jersey Devils      | NHL        | 70  | 15 | 21  | 36  | 22  | —  | — | — | —  | —  |
| 2022–2023  | Boston Bruins          | NHL        | 82  | 21 | 36  | 57  | 16  | 7  | 0 | 6 | 6  | 2  |
| NHL totalt | NHL totalt             | NHL totalt | 468 | 90 | 146 | 236 | 126 | 12 | 0 | 6 | 6  | 8  |
| AHL totalt | AHL totalt             | AHL totalt | 7   | 1  | 7   | 8   | 4   | 5  | 1 | 2 | 3  | 2  |
| OHL totalt | OHL totalt             | OHL totalt | 88  | 44 | 54  | 98  | 153 | 12 | 8 | 8 | 16 | 26 |

### Internationellt
| Källa: Uppdaterad: 2023-01-08 | Källa: Uppdaterad: 2023-01-08 | Källa: Uppdaterad: 2023-01-08 |         | Utv = Utvisningsminuter | Utv = Utvisningsminuter | Utv = Utvisningsminuter | Utv = Utvisningsminuter | Utv = Utvisningsminuter |
| År                            | Lag                           | Mästerskap                    | Matcher | Mål                     | Assists                 | Poäng                   | Utv                     |                         |
| ----------------------------- | ----------------------------- | ----------------------------- | ------- | ----------------------- | ----------------------- | ----------------------- | ----------------------- | ----------------------- |
| 2013                          | Tjeckien                      | U18-VM                        | 5       | 0                       | 3                       | 3                       | 2                       |                         |
| 2013                          | Tjeckien                      | Ivan Hlinka                   | 4       | 1                       | 2                       | 3                       | 4                       |                         |
| 2014                          | Tjeckien                      | JVM                           | 5       | 0                       | 0                       | 0                       | 0                       |                         |
| 2014                          | Tjeckien                      | U18-VM                        | 7       | 3                       | 2                       | 5                       | 4                       |                         |
| 2015                          | Tjeckien                      | JVM                           | 5       | 1                       | 1                       | 2                       | 0                       |                         |
| 2015                          | Tjeckien                      | U18-VM                        | 5       | 5                       | 0                       | 5                       | 10                      |                         |
| 2016                          | Tjeckien                      | JVM                           | 3       | 0                       | 1                       | 1                       | 0                       |                         |
| Junior totalt                 | Junior totalt                 | Junior totalt                 | 34      | 10                      | 9                       | 19                      | 20                      |                         |